# Hackordnungstheorie
Die Hackordnungstheorie (engl. Pecking Order Theory) oder auch Hackordnungsmodell wurde zuerst von Gordon Donaldson 1961 vorgeschlagen und durch Stewart Myers und Nicolas Majluf im Jahr 1984 modifiziert. Sie postuliert, dass die Kosten der Finanzierung mit der Schwere des asymmetrischen Informationsproblems ansteigen.
Die Hackordnungstheorie besagt also, dass Unternehmen ihre Finanzierungsquellen (von interner Finanzierung zu Eigenkapital) nach dem Prinzip des geringsten Aufwands oder des geringsten Widerstandes priorisieren, und es vorziehen Eigenkapital als Finanzierungsquelle lediglich als letzten Ausweg heranzuziehen. Daher werden interne Mittel (wie Gewinnthesaurierung) zuerst herangezogen. Wenn diese aufgebraucht sind, werden Schulden aufgenommen, und wenn es nicht mehr sinnvoll ist, noch mehr Schulden aufzunehmen, wird Eigenkapital ausgegeben.

## Theorie
Die Hackordnungstheorie ergibt sich durch das Vorhandensein von asymmetrischen Informationen, da Manager mehr über die Aussichten, Risiken und Werte eines Unternehmens wissen, als außenstehende, potentielle Investoren. Asymmetrische Informationen beeinflussen daher die Wahl zwischen interner und externer Finanzierung sowie die Wahl zwischen Fremd- und Eigenkapital. Daher existiert eine Hackordnung bzw. priorisierte Reihenfolge bei der Finanzierung von neuen Projekten:
1. Interne Finanzierung (bspw. Gewinnthesaurierung)
2. Fremdkapital (bspw. Bankkredit)
3. Hybride Wertpapiere (bspw. Convertibles)
4. Eigenkapital (bspw. Ausgabe neuer Aktien)

Die Ausgabe von neuem Eigenkapital, beispielsweise durch Ausgabe neuer Aktien, signalisiert ein mangelndes Vertrauen im Vorstand und dass die eigenen Aktien aktuell tendenziell überbewertet sind. Daher würde die Ausgabe von neuem Eigenkapital zu einem sinkenden Aktienpreis führen. Vice versa signalisiert die Aufnahme von neuem Fremdkapital, dass der Vorstand an die Profitabilität des Projektes glaubt und der Aktienpreis aktuell tendenziell unterbewertet ist.
Eine Ausnahme stellen Hightech-Unternehmen dar, die oftmals die Ausgabe von neuem Eigenkapital präferieren. Aufgrund der wenigen handfesten Vermögenswerte (tangible Assets) ist die Vergabe von Krediten durch Finanzintermediäre mit hohen Monitoring-Kosten verbunden, die auf das Unternehmen, beispielsweise in Form hoher Zinszahlungen, umgewälzt werden und die Aufnahme von neuem Fremdkapital somit teuer machen.

## Empirische Untersuchungen
Empirische Studien waren nicht in der Lage zu zeigen, dass die Hackordnungstheorie die wichtigste Dominante der Kapitalstruktur darstellt. Nichtsdestotrotz konnten mehrere Autoren zeigen, dass sie trotzdem eine gute Approximation der Realität darstellt.
Fama und French sowie Myers und Shyam-Sunder konnten zeigen, dass die Hackordnungstheorie die Daten besser erklären kann als die statische Trade-off-Theorie der Kapitalstruktur.
Auf der anderen Seite zeigten Goyal und Frank, dass Unternehmen im Falle eines Finanzierungsdefizits zwar neues Fremdkapital aufnehmen, allerdings noch weitere Determinanten eine signifikante Rolle spielen und die Höhe des Finanzierungsdefizits sogar stärker mit dem neu aufgenommenen Nettoeigenkapital korreliert als mit dem neu aufgenommenen Fremdkapital. Vor allem bei kleinen Firmen versagt die Hackordnungstheorie. Dabei sollte sie hier, aufgrund der asymmetrischen Informationen, eigentlich am ehesten halten.